# Cobertura de tecido aeronáutico

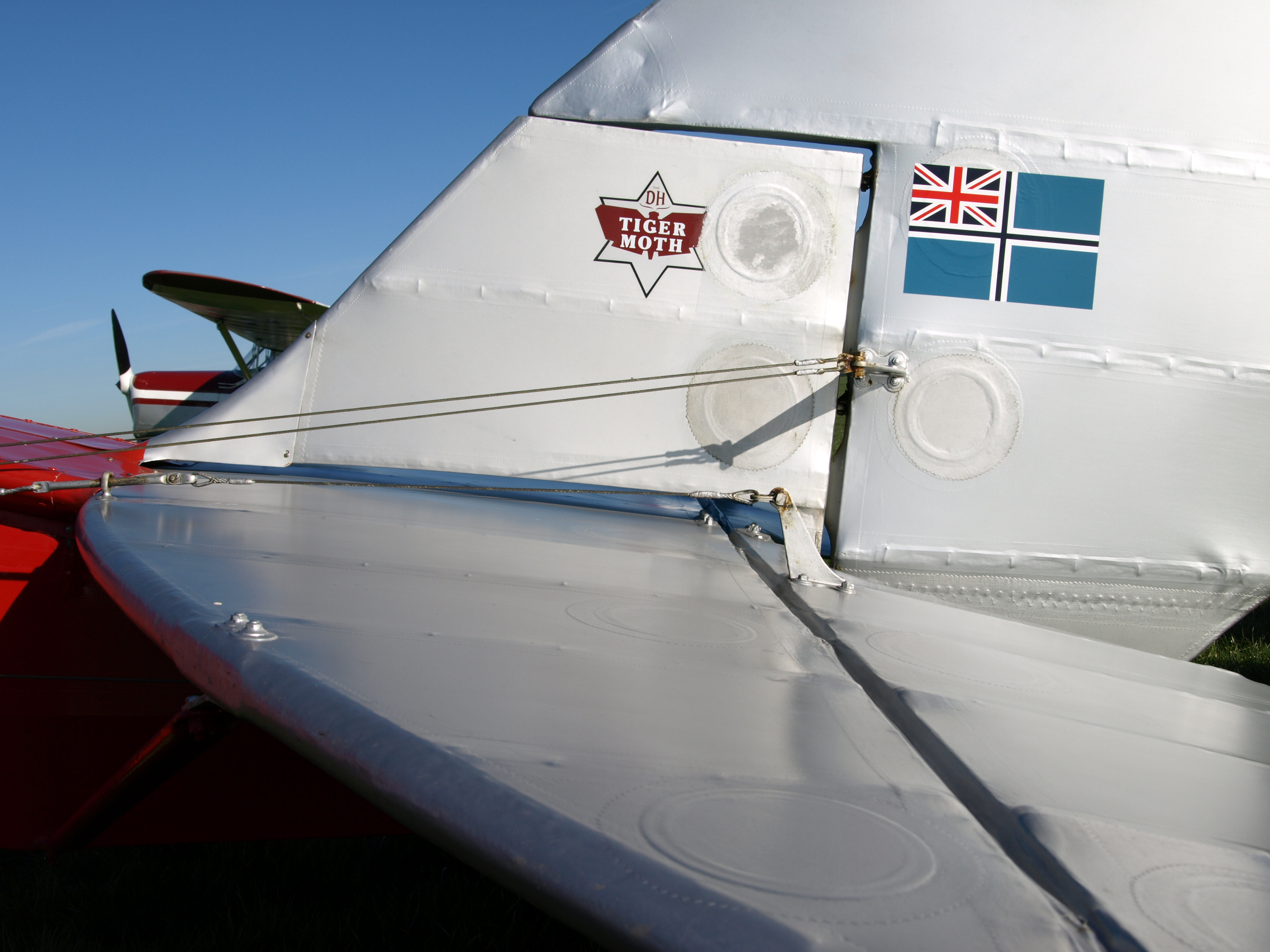
Cobertura de tecido de um de Havilland Tiger Moth mostrando "costura canelada" e anéis de inspeção.

Cobertura de tecido aeronáutico é um termo usado tanto para o material usado quanto para o processo de cobertura de estruturas abertas de aeronaves. Também é usado para reforçar estruturas fechadas de madeira compensada. O de Havilland Mosquito é um exemplo dessa técnica, assim como as fuselagens monocoque de madeira pioneiras de certas aeronaves alemãs da Primeira Guerra Mundial, como o LFG Roland C.II, com suas tiras de compensado e cobertura de tecido "Wickelrumpf".
As primeiras aeronaves usavam materiais orgânicos como algodão e nitrato de celulose; designs modernos cobertos de tecido geralmente usam materiais sintéticos como Dacron e dope butirato para adesivo. Métodos modernos são frequentemente usados na restauração de tipos mais antigos que foram originalmente cobertos usando métodos tradicionais.

## Finalidade/requisitos
As finalidades da cobertura de tecido de uma aeronave são:
- fornecer uma cobertura leve e à prova de ar para superfícies de elevação e controle.
- fornecer resistência estrutural a estruturas fracas.
- cobrir outras partes não-sustentáveis de uma aeronave para reduzir o arrasto, às vezes formando uma carenagem.
- proteger a estrutura dos elementos e intempéries.

## Histórico

### Uso inicial

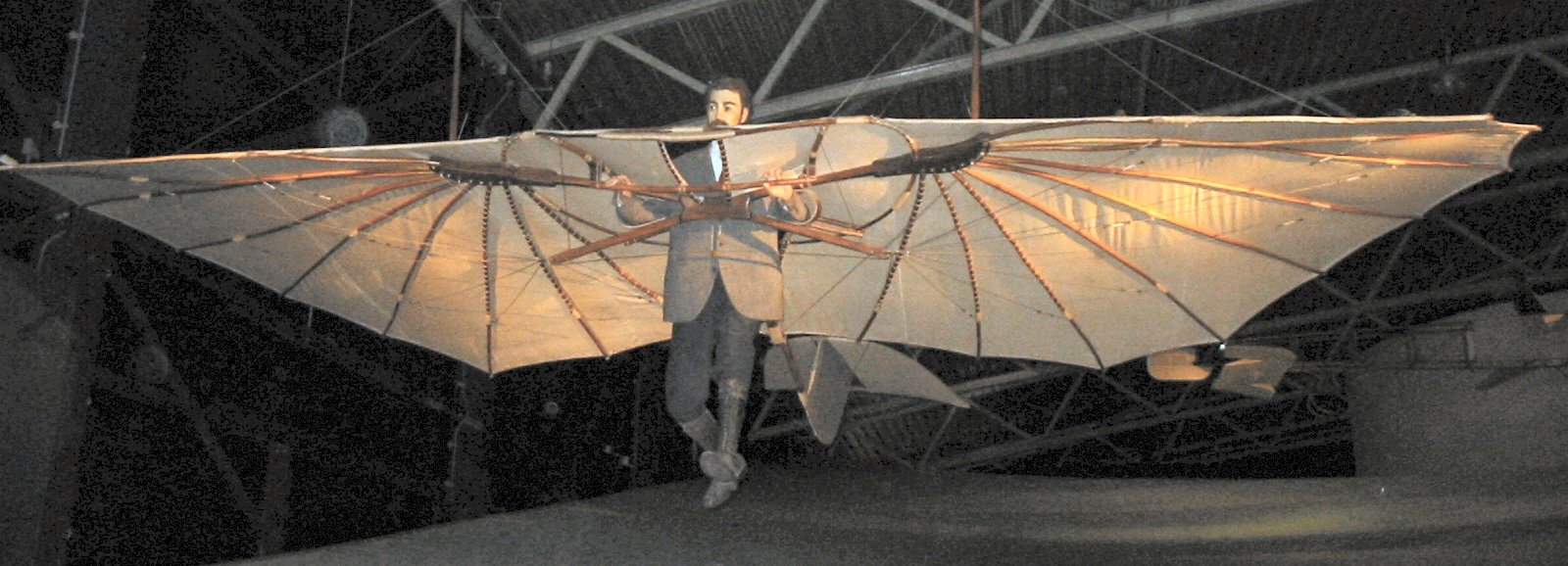
Uma réplica da máquina voadora Lillienthal com cobertura de tecido.

Pioneiros da aviação como George Cayley e Otto Lilienthal usaram superfícies voadoras cobertas de algodão para seus projetos de planadores tripulados. Os irmãos Wright também usaram algodão para cobrir seu Wright Flyer. Outras aeronaves antigas usavam uma variedade de tecidos, sendo seda e linho os mais comumente usados. Algumas aeronaves iniciais, como as primeiras máquinas de Alliott Verdon Roe usavam até papel como material de cobertura. Até o desenvolvimento do dope aeronáutico à base de celulose em 1911, uma variedade de métodos de acabamento do tecido foi usada. O mais popular foi o uso de tecidos emborrachados, como os fabricados pela empresa "Continental". Outros métodos incluíam o uso de amido de sagu. O advento de dopes de celulose como "Emaillite" foi um grande passo à frente na produção de aeronaves práticas, produzindo uma superfície que permanecia esticada (eliminando a necessidade de recobrimento frequente das superfícies de vôo).

### Primeira Guerra e pós-guerra
As batalhas aéreas da Primeira Guerra Mundial foram travadas principalmente com biplanos cobertos de tecido que eram vulneráveis ao fogo devido às propriedades inflamáveis da cobertura de tecido e do dope de nitrocelulose. As insígnias nacionais pintadas no tecido eram frequentemente cortadas de aeronaves abatidas e usadas como troféus de guerra. O designer aeronáutico alemão Hugo Junkers é considerado um dos pioneiros das aeronaves metálicas; seus projetos começaram a afastar-se da cobertura de tecido. A mistura altamente inflamável de tecido, dope e gás hidrogênio foi um fator para o desastre do Hindenburg.

### Segunda Guerra

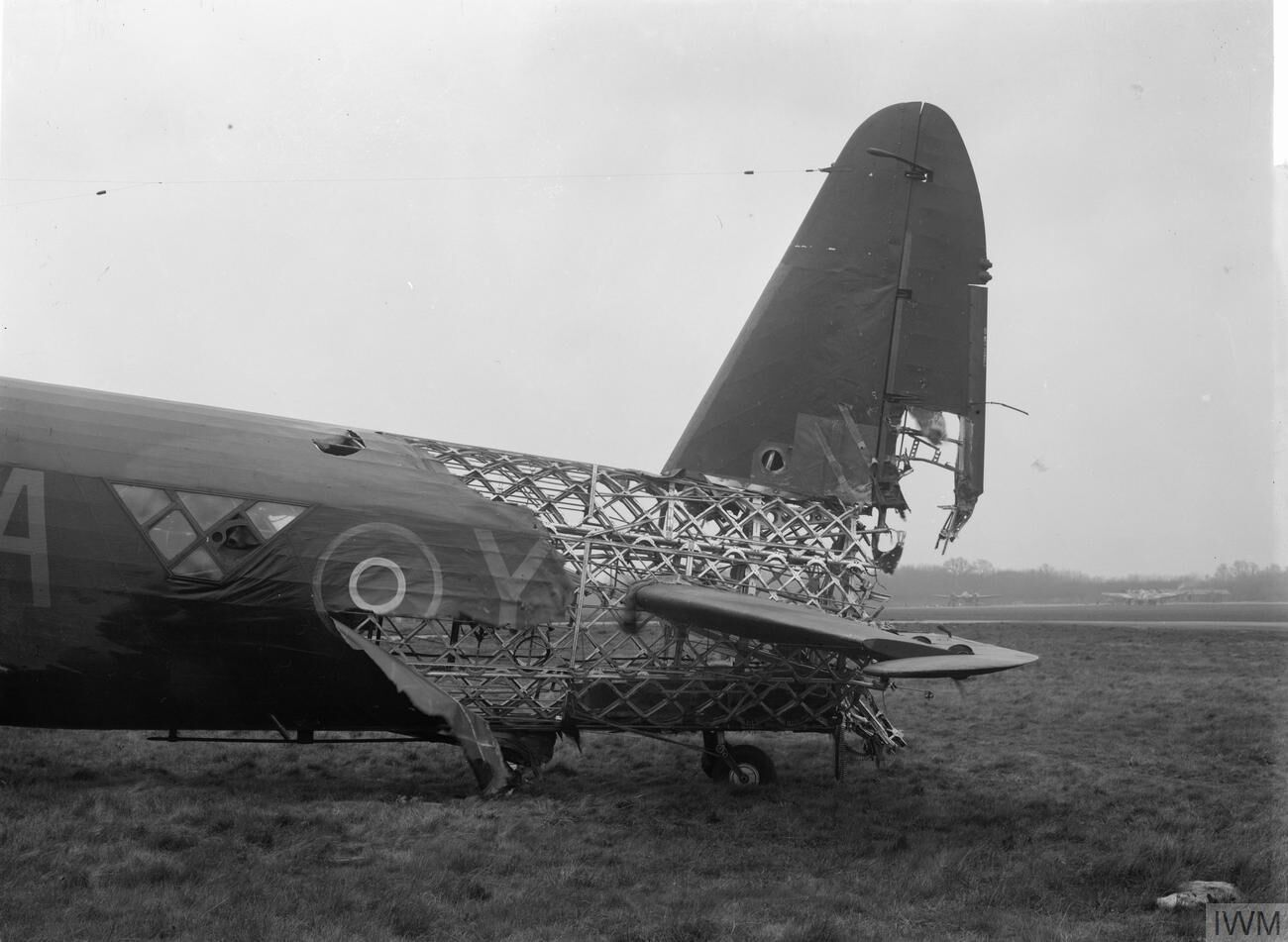
Um Vickers Wellington danificado mostrando a cobertura de tecido queimada e sem uma parte.

Na época da Segunda Guerra Mundial, muitos projetos de aeronaves usavam estruturas monocoque de metal devido às suas velocidades operacionais mais altas, embora superfícies de controle cobertas de tecido ainda fossem usadas nos primeiros Spitfires e outros tipos. O Hawker Hurricane tinha uma fuselagem coberta de tecido, e eles também tinham asas cobertas de tecido até 1939. Muitos transportes, bombardeiros e treinadores ainda usavam tecido, embora o dope de nitrato inflamável tenha sido substituída por dope de butirato, que queima menos facilmente. O Mosquito é um exemplo de avião de compensado revestido de tecido ("madapollam"). O Vickers Wellington usava tecido sobre uma estrutura geodésica que oferecia boa resistência a danos de combate.
Um caso interessante de engenhosidade sob a adversidade da guerra foi o planador Colditz Cock. Esta aeronave construída em casa, destinada a um meio de fuga, empregava roupas de cama de prisão como material de cobertura; cola caseira e dope de milhete cozido também foram usados pelos presos em sua construção.

### Introdução de materiais modernos
Com o desenvolvimento de materiais sintéticos modernos após a Segunda Guerra Mundial, os tecidos de algodão foram substituídos em aplicações de aeronaves civis por tereftalato de polietileno, conhecido pelo nome comercial "Dacron" ou "Ceconite". Este novo tecido pode ser colado à estrutura da aeronave em vez de costurado e depois encolhido para caber. O algodão de "grau A" normalmente dura de seis a sete anos quando a aeronave é armazenada ao ar livre, enquanto o Ceconite, que não apodrece como o algodão, pode durar mais de 20 anos.

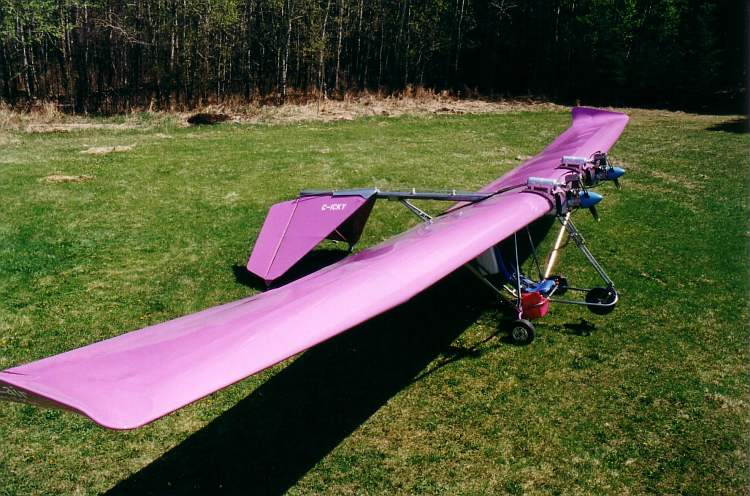
Um Ultraflight Lazair com cobertura de tecido usando "Ceconite" e o processo "Hipec".

As primeiras tentativas de usar esses tecidos modernos com dope butirato provaram que o dope não aderiu e descascou em folhas. O dope de nitrato foi ressuscitado como o sistema inicial de escolha, embora também tenha sido suplantado por novos materiais.
Um sistema de tecido, desenvolvido por Ray Stits nos EUA e aprovado pela FAA em 1965, é comercializado sob a marca "Poly-Fiber". Esta usa três camadas de tecido Dacron vendido com a marca "Ceconite", mais cola de tecido para fixação na estrutura da aeronave ("Poly-Tak"), resina seladora de preparação de tecido ("Poly-Brush") e tinta ("Poly-Tone"). Este sistema não é dope e, em vez disso, usa produtos químicos à base de vinil. O "Ceconite 101" é um tecido certificado de 3,5 oz/yd2 (119 g/m2), enquanto o "Ceconite 102" é um tecido de 3,16 oz/yd2 (107 g/m2). Há também um Ceconite leve não certificado de 1,87 oz/yd2 (63 g/m2) destinado a aeronaves ultraleves. Este método requer a fixação física do tecido à fuselagem na forma de costura de nervuras, rebites ou tiras, que são geralmente cobertas com fitas de tecido.
Além da "Poly-Fiber", várias outras empresas produzem processos de cobertura para aeronaves certificadas e construídas em casa. A Randolph Products e a Certified Coatings Products produzem dopes à base de butirato e nitrato para uso com tecido "Dacron".
Os sistemas "Superflite" e "Air-Tech" usam um tecido semelhante, mas os acabamentos são produtos à base de poliuretano com agentes flexíveis adicionados. Esses acabamentos produzem resultados de alto brilho.
A Falconar Avia de Edmonton, Alberta, Canadá desenvolveu o sistema "Hipec" em 1964 para uso com tecido Dacron. Ele usa uma barreira solar "Hipec" especial que adere o tecido diretamente à estrutura da aeronave em uma única etapa, eliminando a necessidade de rebitagem, costura de nervuras e fita adesiva usadas nos processos tradicionais de tecido. A tinta final é então aplicada sobre a barreira solar para completar o processo.
Sistemas mais novos foram desenvolvidos e distribuídos pela Stewart Systems de Cashmere, Washington e pela Blue River (como "Ceconite 7600"). Esses dois sistemas usam os mesmos materiais de dacron certificados como outros sistemas, mas não usam compostos orgânicos altamente voláteis, usando água como transportador, tornando-os mais seguros de usar e menos prejudiciais ao meio ambiente.
Muitas aeronaves ultraleves são cobertas com envelopes pré-costurados de 3,9 oz Dacron que são simplesmente parafusados, aparafusados ou amarrados no lugar. Eles são produzidos em uma ampla variedade de cores e padrões e geralmente são transportados sem tratamento ou com acabamento anti-radiação ultravioleta para resistir aos danos causados pelo sol.
A Lanitz Aviation introduziu um novo processo em 2001 fabricado na Alemanha sob o nome comercial "Oratex6000". O "Oratex" recebeu um Certificado de Tipo Suplementar da EASA Europeu (STC), STCs canadenses, e um STC dos EUA. O "Oratex" difere dos sistemas anteriores, que exigem a aplicação de muitas camadas de revestimentos especiais (muitos deles tóxicos) juntamente com o tempo, habilidade, equipamentos e precauções de segurança necessários para aplicá-los. O "Oratex6000" é simplesmente colado à fuselagem e depois encolhido e não requer nenhum revestimento.

## Processo de cobertura

### Métodos tradicionais

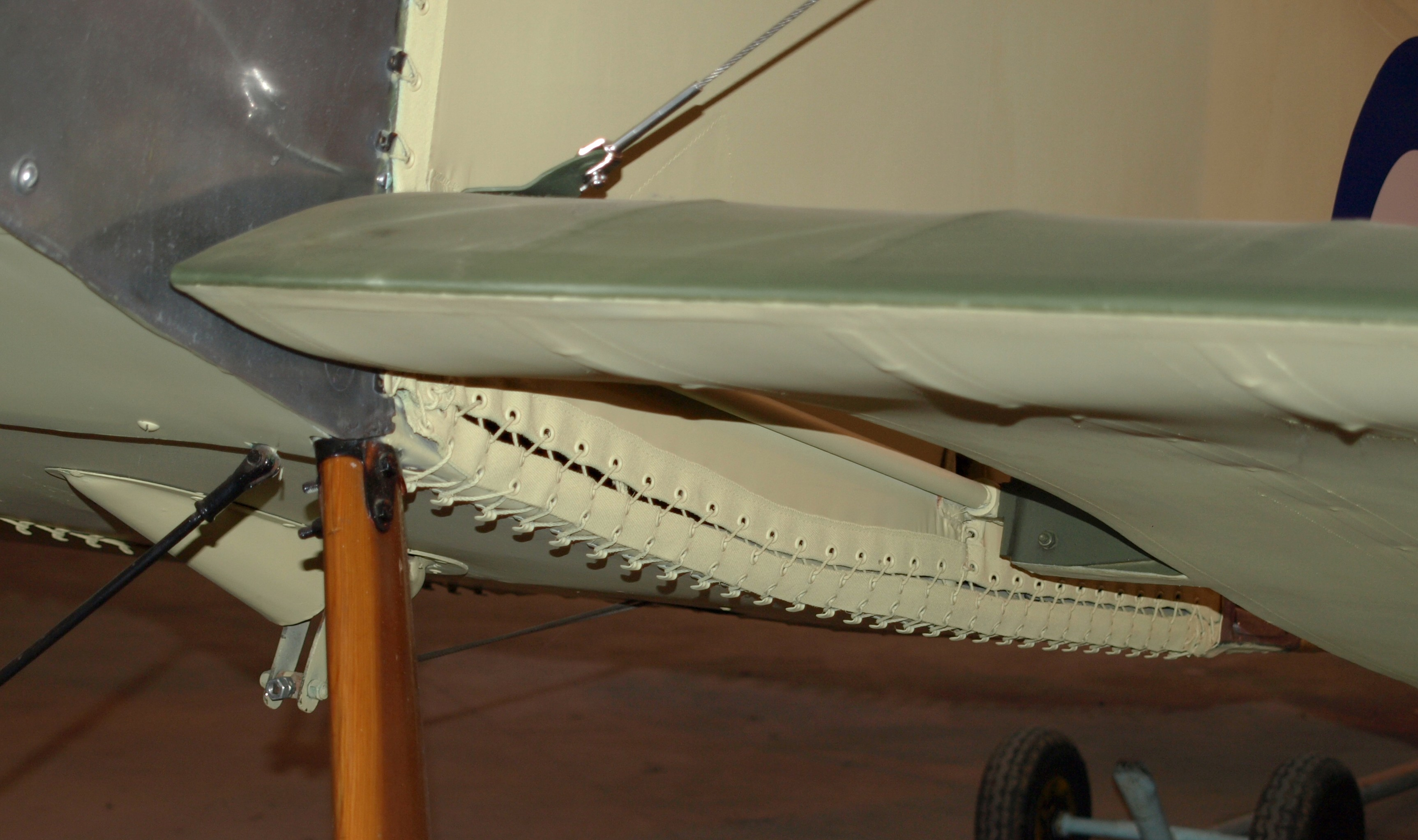
Painéis rendados e aerofólio de um Sopwith Pup.

Os métodos tradicionais de cobertura ("entelagem") usam materiais orgânicos, como algodão. Uma vez que a estrutura da aeronave é preparada por lixamento, o material é aplicado usando dope como adesivo. Costura de nervuras é usada em tipos de aeronaves mais rápidas e especialmente em aerofólios com menor arqueamento para garantir que o tecido siga a estrutura da aeronave. A distância entre os pontos é reduzida nas áreas afetadas pela lavagem da hélice. A cobertura seria então tratada com dope tensor para remover rugas e aumentar a resistência estrutural, revestimentos de acabamento muitas vezes contendo pó de alumínio serviriam para proteger a superfície da radiação ultravioleta. Grandes painéis de tecido das aeronaves da Primeira Guerra Mundial eram muitas vezes amarrados através de ilhós para facilitar o acesso à estrutura interna para manutenção. Algumas desvantagens em relação aos métodos modernos são a vida útil relativamente curta da cobertura devido a efeitos biológicos como mofo e o trabalho necessário para alcançar o resultado final.

### Métodos modernos
Os métodos modernos de cobertura seguem o método tradicional com pequenas diferenças. São utilizados materiais sintéticos, a cobertura é aderida à estrutura com colas dedicadas. O processo de encolhimento é conseguido através da aplicação de um ferro elétrico ou pistola de calor. Uma vez que a cobertura esteja apertada, a "costura de costela" é novamente usada para aeronaves mais pesadas ou mais rápidas. Geralmente são aplicados acabamentos cosméticos, exceto no caso do Oratex que normalmente não recebe revestimentos. Um efeito colateral do uso de materiais de cobertura modernos em aeronaves estruturadas de madeira é que, devido à vida muito mais longa, a estrutura permanece coberta e não inspecionada por períodos de tempo muito mais longos, o que resultou em inspeções periódicas especiais exigidas pelos órgãos reguladores da aviação.
Com ambos os métodos de cobertura, é normal que a aeronave seja pesada novamente após a renovação do tecido para determinar qualquer alteração na massa e no centro de gravidade.